# Мезуя
Мезуя (также месуа; лат. Mesua) — род деревянистых растений семейства Калофилловые (Calophyllaceae), распространённый в Южной и Юго-Восточной Азии.

## Ботаническое описание
Деревья. Листья супротивные, черешковые, кожистые.
Цветки обоеполые, пазушные, одиночные или собраны в тирс. Чашелистиков 4 (5), черепитчатых. Лепестков 4 (5), черепитчатых. Тычинки многочисленные, расположены непрерывным кольцом; нити свободные, тонкие; пыльники прямые. Завязь двугнёздная, по 2 прямых семязачатка в гнезде; столбики объединены, удлинённые; рыльце щитовидное. Коробочка полудеревянистая, растрескивающаяся в месте перегородок. Семян 1—4, без придатка; зародыш с широкими мясистыми семядолями.

## Таксономия
Mesua L., Sp. Pl. 1: 515 (1753).
Род назван в честь арабского натуралиста Месуэ.

### Синонимы
- Nagassari Adans. (1763)
- Nagatampo Adans. (1763)
- Naghas Mirb. ex Steud. (1841)
- Plagiorrhiza Hallier f. (1921)
- Plinia Blanco (1837)
- Vidalia Fern.-Vill. (1880)
- Rhynea Scop. (1777)

### Виды
Род включает 10 видов:
- Mesua clemensiorum Kosterm.
- Mesua ferrea L. typus[1] — Мезуя железная, или Индийское железное дерево
- Mesua kochummeniana Whitmore
- Mesua nivenii Whitmore
- Mesua nuda Kosterm. ex Whitmore
- Mesua planigemma Kosterm.
- Mesua pulchella Planch. & Triana
- Mesua purseglovei Whitmore
- Mesua pustulata (Ridl.) P.S.Ashton
- Mesua thwaitesii Planch. & Triana